# 富士山大量遭難事故 (1954年)
富士山大量遭難事故（ふじさんたいりょうそうなんじこ）とは、1954年（昭和29年）11月28日に発生した雪崩によって雪上トレーニング中の複数の大学の山岳部員が雪崩に巻き込まれ計15人が死亡した事故である。

## 11月27日
例年は、11月23日の勤労感謝の日を含む連休に実施していたが、この年は複数の山岳団体の講習会などで各山岳団体が同じ日程で入山することとなったため、新入部員を抱える大学山岳部では混雑を避けるために1週間遅らせての入山となった
日本大学山岳部現役部員23人とOB1人の計24人が入山。富士山にて第1パーティー（10人）と第2パーティー（14人）に分けて訓練しつつ山頂を目指した。また同日に富士山合宿を恒例行事としていた東京大学のパーティー11名も入山した。

## 11月28日
日本大学パーティーは標高2,600メートル地点で雪崩に巻き込まれ8人が行方不明となった。後日デブリ末端で発見された8人は、標高差700メートル、距離にして2.2kmを流されていた。また東大パーティーと慶応大パーティーも雪崩に襲われた。
徒歩渓流会や東京農業大学山岳部員と協力し、東大パーティー1年生1人を掘り出したが、息絶えた。佐藤小屋へ雪崩発生が伝わり、小屋オーナーなどと現場近くまで上がり経ケ岳小屋にいたものに雪崩の危険性を伝え佐藤小屋への避難を促した。この時点で、日本大学パーティー8人、東大パーティー5人、慶應義塾大学パーティー2人の計15名が行方不明。東大パーティー1名の死亡が確認された。
午後8時過ぎ、行方不明となっていた東大パーティーの2年生1人が佐藤小屋へ自力でたどり着いた。生存者や目撃者から、東大パーティーと慶應大学パーティーは吉田大沢に、日本大学パーティーはA沢に押し流されたとみられた。

## 11月29日以降
日本大学の捜索隊は埋没の可能性がある区域を雪崩地点から御中道がA沢を横切る区域とした。4人が行方不明の東大捜索隊は吉田大沢から派生する滝沢を重点ポイントとした。両隊はそれぞれピッケルを利用したゾンデーレンで捜索したが1人も発見できなかった。このときのピッケルは長さが60cmほどであったので、翌日には長さ2,3mの鉄棒が用意され、東大パーティーの2人が滝沢で、もうひとりが吉田大沢の東沢で発見された。
12月4日、日本大学、東京大学、慶應義塾大学の3大学の代表は現場視察の上話し合い、捜索打ち切りを決めた。ただし現場周辺の積雪状態や雪崩について調査のため、12月から翌年4月にかけて3大学が交代で冬期パトロールをおこなうことになった。

## 冬期パトロール
冬期パトロール期間中の4月19日、吉田大沢で慶応大パーティーの遺体が発見された。翌20日には6合目の穴小屋の上方で東大生の遺体が見つかり、東大パーティーの行方不明者は全員発見された（その後の捜索活動は東大も協力し続けた）。4月25日にはシェパード犬活躍で日大生2名の遺体が見つかった。
第二次捜索隊は4月29日から1周間ほど活動する予定だったが、上述の発見により予定をはやめ26日から捜索を始めた。5月8日までに日大生5人がツバクロ沢のデブリ末端付近で、慶応大生1人が吉田大沢で発見され、残る日大生1人も6月4日にツバクロ沢のデブリ末端で発見され捜索活動は終了した。